# Mistrovství světa v ledním hokeji do 18 let 2011
Mistrovství světa v ledním hokeji do 18 let 2011 se konalo od 14. do 24. dubna v německých městech Crimmitschau a Drážďany.

## Hrací formát turnaje
Ve dvou základních skupinách hraje vždy pět týmů každý s každým. Vítězství se počítá za tři body, v případě nerozhodného výsledku si oba týmy připisují bod a bude následuje 5 min. prodloužení a samostatné nájezdy. Tato kritéria rozhodují o držiteli bonusového bodu.
Vítězové základních skupin postupují přímo do semifinále, druhý a třetí tým ze skupiny hrají čtvrtfinálový zápas. Čtvrté a páté týmy z obou skupin se utkají ve skupině o udržení, ve které se započítávají vzájemné zápasy ze základních skupin a dva nejhorší týmy sestupují. V zápase o páté a třetí místo se střetnou poražení z play-off.
V play-off se v případě nerozhodného výsledku prodlužuje deset minut a následují trestná střílení.

## Základní skupiny

### Skupina A
|    | Tým       | Z | V | VP | PP | P | VG | IG | B  |
| -- | --------- | - | - | -- | -- | - | -- | -- | -- |
| 1. | USA       | 4 | 4 | 0  | 0  | 0 | 21 | 8  | 12 |
| 2. | Rusko     | 4 | 2 | 1  | 0  | 1 | 24 | 13 | 8  |
| 3. | Německo   | 4 | 1 | 0  | 1  | 2 | 11 | 17 | 4  |
| 4. | Švýcarsko | 4 | 1 | 0  | 0  | 3 | 8  | 16 | 3  |
| 5. | Slovensko | 4 | 1 | 0  | 0  | 3 | 9  | 19 | 3  |

Zápasy
| 14. dubna 2011 | Rusko | 8 – 2                     | Slovensko |  |
| 15:30 SEČ      | Rusko | ( 3 – 0 , 2 – 1 , 3 – 1 ) | Slovensko |  |

| Souhrn zápasu report | Souhrn zápasu report | Souhrn zápasu report                                        | Souhrn zápasu report                                           | Souhrn zápasu report                                |
| -------------------- | --- | ----------------------------------------------------------- | -------------------------------------------------------------- | --------------------------------------------------- |
|                      | 3:17 - Kucherov (Grigorenko, Shalunov) (PP) 6:05 - Tkachev (Ivanyuzhenkov, Shalunov) (PP) 13:08 - Grigorenko 28:40 - Shalunov 29:35 - Slepyshev 48:07 - Yakupov (Kucherov, Grigorenko) (PP) 51:55 - Kucherov (Grigorenko, Yarullin) 58:06 - Grigorenko (Kucherov) (SH) | 1 - 0 2 - 0 3 - 0 4 - 0 5 - 0 5 - 1 6 - 1 7 - 1 7 - 2 8 - 2 | 38:14 - Vasko (Fujerik, Korim) (PP) 54:08 - Korim (Vasko) (PP) | Diváků: 1590 Rozhodčí: Morgan Johansson Devin Klein |

| 14. dubna 2011 | Švýcarsko | 1 – 2                     | USA |  |
| 19:30 SEČ      | Švýcarsko | ( 0 – 1 , 1 – 0 , 0 – 1 ) | USA |  |

| Souhrn zápasu report | Souhrn zápasu report | Souhrn zápasu report | Souhrn zápasu report                                               | Souhrn zápasu report                           |
| -------------------- | -------------------- | -------------------- | ------------------------------------------------------------------ | ---------------------------------------------- |
|                      | 21:11 - Simion       | 0 - 1 1 - 1 1 - 2    | 3:18 - Haggerty (Carlson, Larraza) 45:09 - Boucher (Miller, Russo) | Diváků: 356 Rozhodčí: Teemu Salminen Robin Sir |

| 15. dubna 2011 | Slovensko | 1 – 8                    | USA |  |
| 15:30 SEČ      | Slovensko | ( 0 – 2 , 0 – 4 , 1 – 2) | USA |  |

| Souhrn zápasu report | Souhrn zápasu report | Souhrn zápasu report                                  | Souhrn zápasu report | Souhrn zápasu report                                 |
| -------------------- | -------------------- | ----------------------------------------------------- | --- | ---------------------------------------------------- |
|                      | 50:32 - Dano (Vasko) | 0 - 1 0 - 2 0 - 3 0 - 4 0 - 5 0 - 6 0 - 7 0 - 8 1 - 8 | 11:22 - Grimaldi (Miller, Jones) (PP) 19:31 - Murphy (Boyd, Samuelsson) (PP2) 21:00 - Russo (Jones, Grimaldi) (PP) 30:42 - Boyd (Larraza) (SH) 35:37 - Boucher (Miller, Grimaldi) (PP) 39:01 - Reid (Biggs, Russo) (PP) 44:38 - Carlson (Larraza, Russo) 47:08 - Haggerty (Paliotta, McCabe) (PP2) | Diváků: 800 Rozhodčí: Jacob Grumsen Per Gustav Solem |

| 15. dubna 2011 | Švýcarsko | 1 – 4                    | Německo |  |
| 19:30 SEČ      | Švýcarsko | ( 0 – 2 , 1 – 1 , 0 – 1) | Německo |  |

| Souhrn zápasu report | Souhrn zápasu report                 | Souhrn zápasu report          | Souhrn zápasu report                                                                                                | Souhrn zápasu report                                |
| -------------------- | ------------------------------------ | ----------------------------- | --- | --------------------------------------------------- |
|                      | 36:40 - Simion (Kukan, Hachler) (PP) | 0 - 1 0 - 2 0 - 3 1 - 3 1 - 4 | 12:15 - Rieder (Keller, Pfoderl) (PP) 15:10 - Rieder 27:39 - Keller (Reimer, Sekesi) 58:31 - Fischbuch (Haase) (EN) | Diváků: 3053 Rozhodčí: Morgan Johansson Devin Klein |

| 16. dubna 2011 | Německo | 4 – 5 SN                               | Rusko |  |
| 19:30 SEČ      | Německo | ( 0 – 3 , 3 – 0 , 1 – 1, 0 – 0, 0 – 1) | Rusko |  |

| Souhrn zápasu | Souhrn zápasu | Souhrn zápasu | Souhrn zápasu | Souhrn zápasu |
| ------------- | ------------- | ------------- | ------------- | ------------- |
|               |               |               |               |               |

| 17. dubna 2011 | Slovensko | 2 – 3                    | Švýcarsko |  |
| 15:30 SEČ      | Slovensko | ( 1 – 2 , 0 – 0 , 1 – 1) | Švýcarsko |  |

| Souhrn zápasu | Souhrn zápasu | Souhrn zápasu | Souhrn zápasu | Souhrn zápasu |
| ------------- | ------------- | ------------- | ------------- | ------------- |
|               |               |               |               |               |

| 17. dubna 2011 | USA | 4 – 3                    | Rusko |  |
| 19:30 SEČ      | USA | ( 2 – 0 , 1 – 1 , 1 – 2) | Rusko |  |

| Souhrn zápasu | Souhrn zápasu | Souhrn zápasu | Souhrn zápasu | Souhrn zápasu |
| ------------- | ------------- | ------------- | ------------- | ------------- |
|               |               |               |               |               |

| 18. dubna 2011 | Německo | 0 – 4                    | Slovensko |  |
| 19:30 SEČ      | Německo | ( 0 – 2 , 0 – 2 , 0 – 0) | Slovensko |  |

| Souhrn zápasu | Souhrn zápasu | Souhrn zápasu | Souhrn zápasu | Souhrn zápasu |
| ------------- | ------------- | ------------- | ------------- | ------------- |
|               |               |               |               |               |

| 19. dubna 2011 | Rusko | 8 – 3                    | Švýcarsko |  |
| 15:30 SEČ      | Rusko | ( 4 – 0 , 3 – 2 , 1 – 1) | Švýcarsko |  |

| Souhrn zápasu | Souhrn zápasu | Souhrn zápasu | Souhrn zápasu | Souhrn zápasu |
| ------------- | ------------- | ------------- | ------------- | ------------- |
|               |               |               |               |               |

| 19. dubna 2011 | USA | 7 – 3                    | Německo |  |
| 19:30 SEČ      | USA | ( 2 – 0 , 4 – 2 , 1 – 1) | Německo |  |

| Souhrn zápasu | Souhrn zápasu | Souhrn zápasu | Souhrn zápasu | Souhrn zápasu |
| ------------- | ------------- | ------------- | ------------- | ------------- |
|               |               |               |               |               |

### Skupina B
|    | Tým     | Z | V | VP | PP | P | VG | IG | B |
| -- | ------- | - | - | -- | -- | - | -- | -- | - |
| 1. | Švédsko | 4 | 3 | 0  | 0  | 1 | 20 | 8  | 9 |
| 2. | Kanada  | 4 | 3 | 0  | 0  | 1 | 17 | 8  | 9 |
| 3. | Finsko  | 4 | 2 | 0  | 0  | 2 | 16 | 15 | 6 |
| 4. | Česko   | 4 | 2 | 0  | 0  | 2 | 8  | 13 | 6 |
| 5. | Norsko  | 4 | 0 | 0  | 0  | 4 | 6  | 23 | 0 |

Zápasy
| 14. dubna 2011 | Finsko | 5 – 2                     | Norsko |  |
| 15:30 SEČ      | Finsko | ( 2 – 0 , 1 – 2 , 2 – 0 ) | Norsko |  |

| Souhrn zápasu report | Souhrn zápasu report | Souhrn zápasu report                      | Souhrn zápasu report                           | Souhrn zápasu report                              |
| -------------------- | --- | ----------------------------------------- | ---------------------------------------------- | ------------------------------------------------- |
|                      | 6:32 - Aaltonen (Tommila) 7:57 - Wilenius (Salomaki) 38:06 - Salomaki (Jarvelainen, Armia) (PP) 41:50 - Torniainen (Jarvelainen) 59:59 - Salomaki (Armia, Granlund) (PP) | 1 - 0 2 - 0 2 - 1 2 - 2 3 - 2 4 - 2 5 - 2 | 21:12 - Medby (PP) 32:28 - Heier (Medby, Salo) | Diváků: 276 Rozhodčí: Jozef Kubus Daniel Stricker |

| 14. dubna 2011 | Česko | 2 – 1                     | Švédsko |  |
| 19:30 SEČ      | Česko | ( 0 – 1 , 0 – 0 , 2 – 0 ) | Švédsko |  |

| Souhrn zápasu report | Souhrn zápasu report                                              | Souhrn zápasu report | Souhrn zápasu report         | Souhrn zápasu report                                  |
| -------------------- | ----------------------------------------------------------------- | -------------------- | ---------------------------- | ----------------------------------------------------- |
|                      | 43:28 - Kvapil (Hrbas, Frk) (PP) 51:33 - Jaskin (Frk, Hrbas) (PP) | 0 - 1 1 - 1 2 - 1    | 10:49 - Forsberg (Bjorklund) | Diváků: 1548 Rozhodčí: Maxim Sidorenko Shane Warschaw |

| 15. dubna 2011 | Norsko | 2 – 10                    | Švédsko |  |
| 15:30 SEČ      | Norsko | ( 1 – 1 , 0 – 3 , 1 – 6 ) | Švédsko |  |

| Souhrn zápasu | Souhrn zápasu | Souhrn zápasu | Souhrn zápasu | Souhrn zápasu |
| ------------- | ------------- | ------------- | ------------- | ------------- |
|               |               |               |               |               |

| 15. dubna 2011 | Česko | 0 – 5                     | Kanada |  |
| 19:30 SEČ      | Česko | ( 0 – 3 , 0 – 0 , 0 – 2 ) | Kanada |  |

| Souhrn zápasu | Souhrn zápasu | Souhrn zápasu | Souhrn zápasu | Souhrn zápasu |
| ------------- | ------------- | ------------- | ------------- | ------------- |
|               |               |               |               |               |

| 16. dubna 2011 | Kanada | 5 – 4                     | Finsko |  |
| 19:30 SEČ      | Kanada | ( 1 – 0 , 1 – 2 , 3 – 2 ) | Finsko |  |

| Souhrn zápasu | Souhrn zápasu | Souhrn zápasu | Souhrn zápasu | Souhrn zápasu |
| ------------- | ------------- | ------------- | ------------- | ------------- |
|               |               |               |               |               |

| 17. dubna 2011 | Norsko | 2 – 3                     | Česko |  |
| 15:30 SEČ      | Norsko | ( 1 – 0 , 1 – 2 , 0 – 1 ) | Česko |  |

| Souhrn zápasu | Souhrn zápasu | Souhrn zápasu | Souhrn zápasu | Souhrn zápasu |
| ------------- | ------------- | ------------- | ------------- | ------------- |
|               |               |               |               |               |

| 17. dubna 2011 | Švédsko | 5 – 2                     | Finsko |  |
| 19:30 SEČ      | Švédsko | ( 1 – 1 , 3 – 0 , 1 – 1 ) | Finsko |  |

| Souhrn zápasu | Souhrn zápasu | Souhrn zápasu | Souhrn zápasu | Souhrn zápasu |
| ------------- | ------------- | ------------- | ------------- | ------------- |
|               |               |               |               |               |

| 18. dubna 2011 | Kanada | 5 – 0                     | Norsko |  |
| 19:30 SEČ      | Kanada | ( 3 – 0 , 1 – 0 , 1 – 0 ) | Norsko |  |

| Souhrn zápasu | Souhrn zápasu | Souhrn zápasu | Souhrn zápasu | Souhrn zápasu |
| ------------- | ------------- | ------------- | ------------- | ------------- |
|               |               |               |               |               |

| 19. dubna 2011 | Finsko | 5 – 3                     | Česko |  |
| 15:30 SEČ      | Finsko | ( 0 – 1 , 1 – 1 , 4 – 1 ) | Česko |  |

| Souhrn zápasu | Souhrn zápasu | Souhrn zápasu | Souhrn zápasu | Souhrn zápasu |
| ------------- | ------------- | ------------- | ------------- | ------------- |
|               |               |               |               |               |

| 19. dubna 2011 | Švédsko | 4 – 2                     | Kanada |  |
| 19:30 SEČ      | Švédsko | ( 0 – 1 , 0 – 0 , 4 – 1 ) | Kanada |  |

| Souhrn zápasu | Souhrn zápasu | Souhrn zápasu | Souhrn zápasu | Souhrn zápasu |
| ------------- | ------------- | ------------- | ------------- | ------------- |
|               |               |               |               |               |

## Skupina o udržení
Poznámka: Zápasy  Slovensko 2 – 3  Švýcarsko a  Norsko 2 – 3  Česko se započítávají ze základní skupiny, které se započítávají i do tabulky níže.
|     | Tým       | Z | V | VP | PP | P | VG | IG | B |
| --- | --------- | - | - | -- | -- | - | -- | -- | - |
| 7.  | Švýcarsko | 3 | 3 | 0  | 0  | 0 | 11 | 5  | 9 |
| 8.  | Česko     | 3 | 2 | 0  | 0  | 1 | 9  | 9  | 6 |
| 9.  | Norsko    | 3 | 1 | 0  | 0  | 2 | 9  | 9  | 3 |
| 10. | Slovensko | 3 | 0 | 0  | 0  | 3 | 7  | 13 | 0 |

| 21. dubna 2011 | Česko | 4 – 3                     | Slovensko |  |
| 15:30 SEČ      | Česko | ( 1 – 2 , 1 – 1 , 2 – 0 ) | Slovensko |  |

| Souhrn zápasu | Souhrn zápasu | Souhrn zápasu | Souhrn zápasu | Souhrn zápasu |
| ------------- | ------------- | ------------- | ------------- | ------------- |
|               |               |               |               |               |

| 21. dubna 2011 | Švýcarsko | 4 – 1                     | Norsko |  |
| 19:30 SEČ      | Švýcarsko | ( 0 – 0 , 2 – 1 , 2 – 0 ) | Norsko |  |

| Souhrn zápasu | Souhrn zápasu | Souhrn zápasu | Souhrn zápasu | Souhrn zápasu |
| ------------- | ------------- | ------------- | ------------- | ------------- |
|               |               |               |               |               |

| 23. dubna 2011 | Slovensko | 2 – 6                     | Norsko |  |
| 15:30 SEČ      | Slovensko | ( 2 – 1 , 0 – 3 , 0 – 2 ) | Norsko |  |

| Souhrn zápasu | Souhrn zápasu | Souhrn zápasu | Souhrn zápasu | Souhrn zápasu |
| ------------- | ------------- | ------------- | ------------- | ------------- |
|               |               |               |               |               |

| 23. dubna 2011 | Švýcarsko | 4 – 2                     | Česko |  |
| 19:30 SEČ      | Švýcarsko | ( 2 – 1 , 1 – 0 , 1 – 1 ) | Česko |  |

| Souhrn zápasu | Souhrn zápasu | Souhrn zápasu | Souhrn zápasu | Souhrn zápasu |
| ------------- | ------------- | ------------- | ------------- | ------------- |
|               |               |               |               |               |

## Play-off

### Čtvrtfinále
| 21. dubna 2011 | Rusko | 5 – 2                     | Finsko |  |
| 15:30 SEČ      | Rusko | ( 1 – 0 , 1 – 1 , 3 – 1 ) | Finsko |  |

| Souhrn zápasu | Souhrn zápasu | Souhrn zápasu | Souhrn zápasu | Souhrn zápasu |
| ------------- | ------------- | ------------- | ------------- | ------------- |
|               |               |               |               |               |

| 21. dubna 2011 | Kanada | 4 – 3                     | Německo |  |
| 19:30 SEČ      | Kanada | ( 1 – 2 , 1 – 0 , 2 – 1 ) | Německo |  |

| Souhrn zápasu | Souhrn zápasu | Souhrn zápasu | Souhrn zápasu | Souhrn zápasu |
| ------------- | ------------- | ------------- | ------------- | ------------- |
|               |               |               |               |               |

### Semifinále
| 23. dubna 2011 | Švédsko | 3 – 1                     | Rusko |  |
| 14:30 SEČ      | Švédsko | ( 0 – 1 , 1 – 0 , 2 – 0 ) | Rusko |  |

| Souhrn zápasu | Souhrn zápasu | Souhrn zápasu | Souhrn zápasu | Souhrn zápasu |
| ------------- | ------------- | ------------- | ------------- | ------------- |
|               |               |               |               |               |

| 23. dubna 2011 | USA | 5 – 4 PP                         | Kanada |  |
| 18:30 SEČ      | USA | ( 1 – 1 , 1 – 0 , 2 – 3, 1 - 0 ) | Kanada |  |

| Souhrn zápasu | Souhrn zápasu | Souhrn zápasu | Souhrn zápasu | Souhrn zápasu |
| ------------- | ------------- | ------------- | ------------- | ------------- |
|               |               |               |               |               |

### O 5. místo
| 23. dubna 2011 | Finsko | 6 – 0                     | Německo |  |
| 10:30 SEČ      | Finsko | ( 1 – 0 , 2 – 0 , 3 – 0 ) | Německo |  |

| Souhrn zápasu | Souhrn zápasu | Souhrn zápasu | Souhrn zápasu | Souhrn zápasu |
| ------------- | ------------- | ------------- | ------------- | ------------- |
|               |               |               |               |               |

### O 3. místo
| 24. dubna 2011 | Kanada | 4 – 6                     | Rusko |  |
| 14:30 SEČ      | Kanada | ( 1 – 1 , 2 – 4 , 1 – 1 ) | Rusko |  |

| Souhrn zápasu | Souhrn zápasu | Souhrn zápasu | Souhrn zápasu | Souhrn zápasu |
| ------------- | ------------- | ------------- | ------------- | ------------- |
|               |               |               |               |               |

### Finále
| 24. dubna 2011 | USA | 4 – 3 PP                         | Švédsko |  |
| 18:30 SEČ      | USA | ( 1 – 1 , 0 – 2 , 2 – 0, 1 - 0 ) | Švédsko |  |

| Souhrn zápasu | Souhrn zápasu | Souhrn zápasu | Souhrn zápasu | Souhrn zápasu |
| ------------- | ------------- | ------------- | ------------- | ------------- |
|               |               |               |               |               |

## Statistiky

### Nejproduktivnější hráči
| Hráč               | Z | G  | A  | B  | +/− | TM |
| ------------------ | - | -- | -- | -- | --- | -- |
| Nikita Kučerov     | 7 | 11 | 10 | 21 | +10 | 6  |
| Michail Grigorenko | 7 | 4  | 14 | 18 | +10 | 18 |
| Nail Jakupov       | 7 | 6  | 7  | 13 | +6  | 6  |
| Joel Armia         | 6 | 4  | 9  | 13 | +2  | 8  |
| J.T. Miller        | 6 | 4  | 9  | 13 | +8  | 6  |
| Ryan Murphy        | 7 | 4  | 9  | 13 | +2  | 2  |
| Albert Jarulin     | 7 | 0  | 11 | 11 | +12 | 4  |
| Reid Boucher       | 6 | 8  | 2  | 10 | +9  | 8  |
| Ryan Murray        | 7 | 3  | 7  | 10 | +1  | 6  |
| Markus Granlund    | 6 | 2  | 8  | 10 | +4  | 6  |

Z = Odehrané zápasy; G = Góly; A = Asistence; B = Body; +/− = Plus/Minus; TM = Trestné minuty
Zdroj: IIHF.com

### Nejlepší brankáři
V tomto seznamu je zahrnuto pouze 5 nejlepších brankářů, kteří odehráli 40% času ve svém týmu.
| Brankář             | OM     | S   | OG | GnZ  | Ús%   |
| ------------------- | ------ | --- | -- | ---- | ----- |
| Andrej Vasiljevskij | 347:30 | 235 | 15 | 2,62 | 93,62 |
| Steffen Soberg      | 338:46 | 317 | 22 | 3,90 | 93,06 |
| John Gibson         | 358:52 | 189 | 14 | 2,34 | 92,59 |
| Marvin Cupper       | 245:00 | 176 | 14 | 3,43 | 92,05 |
| Luca Boltshauser    | 332:44 | 198 | 16 | 2,89 | 91,92 |

OM = Odehrané minuty (minuty:sekundy); S = Střely; OG = Obdržené góly; GnZ = Gólů na zápas; Ús% = Úspěšnost zákroků
Zdroj: IIHF.com

## Konečné pořadí
|                  | Tým       |
| ---------------- | --------- |
| Zlatá medaile    | USA       |
| Stříbrná medaile | Švédsko   |
| Bronzová medaile | Rusko     |
| 4.               | Kanada    |
| 5.               | Finsko    |
| 6.               | Německo   |
| 7.               | Švýcarsko |
| 8.               | Česko     |
| 9.               | Norsko    |
| 10.              | Slovensko |

Týmy  Norsko a  Slovensko sestoupily do 1. divize na Mistrovství světa v ledním hokeji do 18 let 2012. V příštím ročníku je nahradily týmy  Lotyšsko a  Dánsko.

## Soupisky
| USA - Cole Bardreau, Tyler Biggs, Reid Boucher, Travis Boyd, Dan Carlson, John Gibson, Rocco Grimaldi, Ryan Haggerty, Seth Jones, Barrett Kaib, Nick Kerdiles, Zach Larraza, Jake McCabe, Matt McNeely, J. T. Miller, Connor Murphy, Michael Paliotta, Blake Pietila, Adam Reid, Robbie Russo, Henrik Samuelsson, Jacob Trouba · Trenér: Ron Rolston |

| Švédsko - Viktor Arvidsson, Rasmus Bengtsson, Gustav Björklund, Albin Blomkvist, Ludwig Blomstrand, Jeremy Boyce-Rotevall, Jonas Brodin, Filip Forsberg, Linus Fröberg, Karl Johansson, William Karlsson, Oscar Klefbom, Joel Lassinantti, David Lillieström Karlsson, Emil Lundberg, Niklas Lundström, Joachim Nermark, Tom Nilsson, Victor Rask, Mikael Vikstrand, Anton Wedin, Mika Zibanejad · Trenér: Rikard Grönborg |

| Rusko - Michail Grigorenko, Anton Ivanjuženkov, Bogdan Jakimov, Nail Jakupov, Albert Jarulin, Roman Konkov, Nikita Kučerov, Alexandr Kuvajev, Dmitrij Michailov, Nikita Něstěrov, Andrej Pedan, Gennadij Sabinin, Anton Saveljev, Maxim Šalunov, Pavel Šegalov, Maxim Šuvalov, Anton Slepyšev, Sergej Smurov, Vladimir Tkačov, Alexej Vasiljevskij, Andrej Vasiljevskij, Konstantin Voršev · Trenér: Jurij Rumjancev |

| Česko - Matěj Machovský, Jaroslav Pavelka, Martin Frk, Jakub Matai, Tomáš Moravec, Lukáš Sedlák, Michal Svihálek, Tomáš Hyka, Tomáš Rousek, Ondřej Hampl, Tomáš Hertl, Radek Faksa, Petr Beránek, Dmitrij Jaškin, Matěj Beran, Tomáš Pavelka, Petr Sidlik, David Musil, Tomáš Kvapil, Štěpán Jeník, Antonín Růžička, Marek Hrbáš Trenér: Jiří Solc |

## 1. divize
Skupina A se hrála od 11. do 17. dubna 2011 v Rize v Lotyšsku. Skupina B se konala od 10. dubna do 16. dubna 2011 v Mariboru ve Slovinsku. Dne 29. března 2011 Japonsko zrušilo účast kvůli zemětřesení.

### Skupina A
| Tým               | Z | V | VP | PP | P | VG | IG | +/- | B  |
| ----------------- | - | - | -- | -- | - | -- | -- | --- | -- |
| 1. Lotyšsko       | 4 | 4 | 0  | 0  | 0 | 21 | 2  | +19 | 12 |
| 2. Itálie         | 4 | 3 | 0  | 0  | 1 | 16 | 9  | +7  | 9  |
| 3. Kazachstán     | 4 | 1 | 1  | 0  | 2 | 12 | 19 | -7  | 5  |
| 4. Maďarsko       | 4 | 1 | 0  | 1  | 2 | 10 | 16 | -6  | 4  |
| 5. Velká Británie | 4 | 0 | 0  | 0  | 4 | 12 | 25 | −13 | 0  |

 Lotyšsko postoupilo mezi elitu, zatímco  Velká Británie sestoupila do 2. divize na Mistrovství světa v ledním hokeji do 18 let 2012

### Skupina B
| Tým            | Z | V | VP | PP | P | VG | IG | +/- | B  |
| -------------- | - | - | -- | -- | - | -- | -- | --- | -- |
| 1. Dánsko*     | 5 | 4 | 0  | 0  | 1 | 31 | 10 | +21 | 12 |
| 2. Slovinsko   | 5 | 4 | 0  | 0  | 1 | 18 | 14 | +4  | 12 |
| 3. Francie     | 5 | 2 | 1  | 0  | 2 | 19 | 11 | +8  | 8  |
| 4. Bělorusko   | 5 | 2 | 0  | 1  | 2 | 25 | 13 | +12 | 7  |
| 5. Polsko      | 5 | 2 | 0  | 0  | 3 | 12 | 20 | -8  | 6  |
| 6. Jižní Korea | 5 | 0 | 0  | 0  | 5 | 11 | 48 | -37 | 0  |

- Dánsko vítězí ve skupině, jelikož porazilo Slovinsko 4:1.

 Dánsko postoupilo mezi elitu, zatímco  Jižní Korea sestoupila do 2. divize na Mistrovství světa v ledním hokeji do 18 let 2012

## 2. divize
Skupina A se hrála od 19. do 25. března 2011 v Brašově v Rumunsku. Skupina B se konala od 27. března do 2. dubna 2011 v Doněcku na Ukrajině.

### Skupina A
| Tým            | Z | V | VP | PP | P | VG | IG | +/- | B  |
| -------------- | - | - | -- | -- | - | -- | -- | --- | -- |
| 1. Rakousko    | 5 | 5 | 0  | 0  | 0 | 56 | 3  | +53 | 15 |
| 2. Rumunsko    | 5 | 3 | 1  | 0  | 1 | 26 | 12 | +14 | 11 |
| 3. Chorvatsko  | 5 | 3 | 0  | 1  | 1 | 28 | 9  | +19 | 10 |
| 4. Estonsko    | 5 | 2 | 0  | 0  | 3 | 33 | 25 | +8  | 6  |
| 5. Srbsko      | 5 | 1 | 0  | 0  | 4 | 6  | 43 | –37 | 3  |
| 6. Nový Zéland | 5 | 0 | 0  | 0  | 5 | 1  | 58 | –57 | 0  |

 Rakousko postoupilo do 1. divize, zatímco  Nový Zéland sestoupil do 3. divize na Mistrovství světa v ledním hokeji do 18 let 2012

### Skupina B
| Tým           | Z | V | VP | PP | P | VG | IG | +/- | B  |
| ------------- | - | - | -- | -- | - | -- | -- | --- | -- |
| 1. Ukrajina   | 5 | 5 | 0  | 0  | 0 | 51 | 7  | +44 | 15 |
| 2. Nizozemsko | 5 | 3 | 1  | 0  | 1 | 19 | 11 | +8  | 11 |
| 3. Litva      | 5 | 3 | 0  | 0  | 2 | 44 | 15 | +29 | 9  |
| 4. Španělsko  | 5 | 2 | 0  | 1  | 2 | 19 | 21 | –2  | 7  |
| 5. Čína       | 5 | 1 | 0  | 0  | 4 | 13 | 47 | –34 | 3  |
| 6. Belgie     | 5 | 0 | 0  | 0  | 5 | 8  | 53 | –45 | 0  |

 Ukrajina postoupila do 1. divize, zatímco  Belgie sestoupila do 3. divize na Mistrovství světa v ledním hokeji do 18 let 2012

## 3. divize
Skupina A se hrála od 11. do 17. dubna 2011 v Tchaj-peji na Tchaj-wanu. Skupina B se konala od 13. do 20. března 2011 v Naucalpanu de Juárez v Mexiku.

### Skupina A
| Tým          | Z | V | VP | PP | P | VG | IG | +/- | B |
| ------------ | - | - | -- | -- | - | -- | -- | --- | - |
| 1. Austrálie | 3 | 3 | 0  | 0  | 0 | 29 | 2  | +27 | 9 |
| 2. Bulharsko | 3 | 2 | 0  | 0  | 1 | 16 | 11 | +5  | 6 |
| 3. Tchaj-wan | 3 | 1 | 0  | 0  | 2 | 12 | 11 | +1  | 3 |
| 4. Turecko   | 3 | 0 | 0  | 0  | 3 | 4  | 37 | –33 | 0 |

#### Semifinále
- Austrálie  -  Turecko 12 - 1
- Bulharsko  -  Tchaj-wan 5 - 6

#### O 3. místo
- Turecko  -  Bulharsko 2 - 4

#### O postup do 2. divize
- Austrálie  -  Tchaj-wan 6 - 2

 Austrálie postoupila do 2. divize na Mistrovství světa v ledním hokeji do 18 let 2012

### Skupina B
| Tým       | Z | V | VP | PP | P | VG | IG | +/- | B  |
| --------- | - | - | -- | -- | - | -- | -- | --- | -- |
| 1. Island | 4 | 3 | 1  | 0  | 0 | 52 | 5  | +47 | 11 |
| 2. Mexiko | 4 | 3 | 0  | 1  | 0 | 30 | 8  | +22 | 10 |
| 3. JAR    | 4 | 2 | 0  | 0  | 2 | 19 | 25 | –6  | 6  |
| 4. Izrael | 4 | 1 | 0  | 0  | 3 | 17 | 24 | –7  | 3  |
| 5. Irsko  | 4 | 0 | 0  | 0  | 4 | 3  | 59 | –56 | 0  |

 Island postoupil do 2. divize na Mistrovství světa v ledním hokeji do 18 let 2012